# Hällebräkenväxter
Hällebräkenväxter (Woodsiaceae) är en familj i divisionen ormbunksväxter. Arterna är landlevande perenner med stora blad som bildar öppna rosetter. De enkla bladen har ett bladskaft med två platta ledningssträngar vid basen. Bladskivan är mjuk och fjäderformad. Bladskivans bredaste parti återfinns mitt på bladet.
Familjen taxonomiska status och placering är omstridd. De ingående släktena förs ibland till träjonväxterna (Dryopteridaceae).
I Sverige representeras familjen av släktena majbräknar (Athyrium), finbräknar (Cystopteris), ryssbräknar (Diplazium), ekbräknar (Gymnocarpium), strutbräknar (Matteuccia) och hällebräknar (Woodsia).